# Guillaume Ier de Bade-Bade
Pour les articles homonymes, voir Guillaume Ier.
 (août 2019).
Si vous disposez d'ouvrages ou d'articles de référence ou si vous connaissez des sites web de qualité traitant du thème abordé ici, merci de compléter l'article en donnant les références utiles à sa vérifiabilité et en les liant à la section « Notes et références ».
Le margrave Guillaume Ier de Bade-Bade (en allemand, Wilhelm I von Baden-Baden) (né à Baden-Baden le 30 juillet 1593 et mort, dans la même ville, le 22 mai 1677) fut régent du margraviat de Baden-Baden.

## Famille
Guillaume Ier de Bade-Bade est le fils aîné du margrave Édouard Fortunatus de Bade-Bade et de Marie von Eicken (en).
Il épousa en premières noces, le 13 octobre 1624 la princesse Catherine-Ursule de Hohenzollern-Hechingen (morte le 2 juin 1640), fille du prince Jean-Georges de Hohenzollern-Hechingen. De leur union sont nés :
- Ferdinand-Maximilien de Bade-Bade (* 23 septembre 1625 à Baden-Baden ; † 4 novembre 1669 à Heidelberg)
- Léopold-Guillaume de Bade-Bade (* 16 septembre 1626 ; † 1er mars 1671 à Baden-Baden), en 1659 il épousa Sylvie Carretto, comtesse de Millesimo (1607-1664), (fille du comte Étienne de Millesimo), veuf il épousa en 1666 Françoise von Fürstenberg-Heiligenberg (1633-1702), (fille du comte Egon von Fürstenberg-Heilingenberg, (postérité)
- Philippe-Sigismond (* 25 août 1627 ; † tué en 1647), Malteser.
- Guillaume-Christophe de Bade-Bade (* 12 octobre 1628 à Baden-Baden ; † 25 août 1652), évêque à Cologne
- Herman de Bade-Bade (* 12 octobre 1628 à Baden-Baden ; † 2 octobre 1691)
- Bernard (* 22 octobre 1629 ; † 1648/49)
- Isabelle Eugénie Claire (* 14 novembre 1630 ; † 1632)
- Catherine Françoise Henriette (* 19 novembre 1631 ; † août 1691 à Besançon), religieuse
- Claudia (* 15 mai 1633 ; † jeune)
- Henriette (* 12 juillet 1634 ; † jeune)
- Anne (* 12 juillet 1634; † 31 mars 1708 à Baden-Baden)
- Marie (1636-1636)
- François (1637-1637)
- Maria Juliane (1638-1638)

En deuxièmes noces, Guillaume Ier épousa, en 1650, la comtesse Marie-Madeleine d'Oettingen (* 1619 ; † 31 août 1688), fille du comte Ernest d'Oettingen-Wallerstein. De leur union sont nés :
- Philippe François Guillaume (* 30 avril 1652 Baden-Baden ; † 14 janvier 1655)
- Marie-Anne-Wilhelmine de Bade-Bade (* 8 septembre 1655 à Baden-Baden ; † 22 août 1701) a épousé, le 17 juillet 1680 le prince Ferdinand August Leopold von Lobkowicz (1655-1715)
- Charles-Bernard (* 14 janvier 1657 à Baden-Baden ; † 6 juillet 1678 fut tué à Bataille de Rheinfelden (1678))
- Ève
- Marie

## Biographie
Il a été conseiller, maréchal général de camp des armées, juge à la chambre impériale de Spire (Rhénanie-Palatinat), membre du conseil secret et gardien de l'Ordre de la Toison d'or.
Il a aussi été le précepteur du comte Louis-Guillaume de Bade-Bade son petit-fils qui lui, fut instruit par son tuteur l'Archiduc Albert d'Autriche.
Son règne débuta en 1622 après la victoire du commandant en chef de la ligue catholique Jean t'Serclaes, comte de Tilly, victoire remportée le 6 mai 1622 sur le margrave Georges-Frédéric de Bade-Durlach. Dans son margraviat Guillaume de Bade fit la chasse aux sorcières, de 1626 à 1631. 244 personnes, dont la majeure partie furent des femmes accusées de sorcelleries, 231 d'entre elles furent condamnées et exécutées. Guillaume perdit ses possessions au profit de Gustaf Horn, il les recouvra le 30 mai 1635 lors des signatures des Paix de Prague et Paix de Westphalie le 24 octobre 1648.
Son petit-fils Louis-Guillaume lui succède.